# 白桂龍
白 桂龍（白 啓龍、ペク・ケリョン、朝鮮語: 백계룡、1948年 - ）は、朝鮮民主主義人民共和国の政治家。朝鮮労働党中央委員会軽工業部部長、党中央委員会委員候補、江原道党委員会責任書記などを歴任。党軽工業部部長を務めた金敬姫の最側近で、2014年に金敬姫が失脚した際に処刑されたとの報道もある。

## 経歴
1948年生まれ。出生地は不明。1994年に平壌市中和郡党委員会責任書記に就任し、1999年に江原道党委員会書記に就いた。2000年に人民保安省政治局副局長に就任し、2002年に金日成勲章を受賞した。2008年に林業省党委員会書記に就任。同年4月に中国を訪問し、王剛中国共産党政治局委員と会談した。2010年2月に江原道党委員会責任書記に就任した。同年9月28日に開催された朝鮮労働党第3回党代表者会で、朝鮮労働党中央委員会委員候補に選出された。2013年3月に朝鮮労働党中央委員会軽工業部部長に就任した。この背景には、2008年に江原道元山市に滞在していた金正恩第一書記と親交を結んでいたためという。2014年3月に実施された最高人民会議第13期代議員選挙で代議員に選出されずに、同年5月には党軽工業部長職を解任された。この背景には、白桂龍が長年使えた金敬姫が失脚し、その痕跡を消すためとされ、処刑されたとの報道もある。

## 参考サイト
북한정보포털
| 先代李哲奉 | 江原道党委員会責任書記2010年 - 2013年 | 次代朴正男 |

| 先代朴奉珠 | 朝鮮労働党中央委員会軽工業部部長2013年 - 2014年 | 次代安正秀 |